# Bessemerov postupak
Bessemerov postupak je postupak dobivanja čelika na način da se stari čelik s otpada, rastaljeno sirovo željezo i vapnenac stavljaju u Bessemerove kisele konvertere, nakon čega se po metalu pušta kisik u mlazovima kako bi oksidirao nečistoće. To je bio ujedno prvi postupak u povijesti masovnog dobivanja čelika. Oksidacijski plin ili “vjetar” (zrak, kisik ili smjesa kisika i zraka) se upuhava u rastaljeno željezo pod tlakom kroz perforirani (šupljikavi) pod konvertera. Konverteri u koje se oksidacijski plin upuhava bočno zadržali su se samo u ljevaonicama čelika i to kao kiseli konverteri s bočnim upuhavanjem iznad površine kupke. Thomasov postupak se razlikuje od Bessemerovog postupka po tome što koristi bazičnu (lužnatu) vatrostalnu oblogu i što se upotrebljava vapnenac ili vapno kao materijal za stvaranje troske.
Bessemerov postupak se može danas pronaći još jedino u Švedskoj i Engleskoj, dok su druge države odustale od njega. Ovaj postupak je zamijenila Siemens-Martinova peć iz ekonomskih razloga. U SAD se Bessemerov postupak nekad masovno upotrebljavao za proizvodnju željezničkih tračnica, a danas se može još pronaći, uglavnom u kombinaciji sa Siemens-Martinovom peći (duplex postupak), za proizvodnju bešavnih cijevi, plosnatog valjanog čelika, žice i čeličnog lijeva.

## Thomasov postupak
Thomasov postupak se razlikuje od Bessemerovog postupka po tome što koristi bazičnu (lužnatu) vatrostalnu oblogu i što se upotrebljava vapnenac ili vapno kao materijal za stvaranje troske. Posljedice ovih razlika vrlo su značajne, jer Thomasov postupak omogućava izvjesno otfosforavanje i odsumporavanje čelika u konverteru, čime je značajno proširena sirovinska osnova za masovnu proizvodnju čelika. S obzirom na otfosforavanje i odsumporavanje, Thomasov postupak sličan je Siemens-Martinovom postupku i Thomasov čelik je po sastavu i osobinama bliži Siemens-Martinovom čeliku, nego Bessemerovom čeliku. Ali ipak on ima u odnosu na Siemens-Martinov postupak određene nedostatke. Zrak koji struji kroz tekući čelik u Thomasovom konverteru utiskuje općenito veći sadržaj kisika, a u svakom slučaju veći sadržaj dušika, nego što ih može imati Siemens-Martinov čelik. Zbog veće čvrstoće, a manje duktilnosti i manje žilavosti, Thomasov čelik ima uže područje primjene od Siemens-Martinovog čelika.
Thomasov konverter (sličan je Bessemerovom konverteru) je valjkasta posuda čiji je plašt od zakovane ili zavarene čelične konstrukcije, oslonjen preko obruča na dva vodoravna rukavca vratila. Jedan rukavac je šupalj i služi kao dovod zraka do lučne cijevi, kojom se zrak uvodi u prostor za puhanje ispod poda konvertera. Drugi rukavac je u zahvatu i tvori mehanizam sa zupčastom letvom, ali je i u zahvatu s hidrauličkim mehanizmom za naginjanje konvertera. Dno konvertera je šuplje jer se zrak pod tlakom uvodi u tekući metal.
Kapacitet konvertera kreće se od 25 do 60 tona. Njegova obloga je naboj smjese katrana i prženog dolomita. Za razliku od Bessemerovog konvertera, koji ima u podu posebne puhalice zraka, pod Thomasovog konvertera perforiran (šupljikav) je s oko 200 rupa promjera oko 12 mm, u koje su za vrijeme stvaranja poda utisnuti drveni čepovi. Tokom šestodnevne toplinske obrade u posebnim pećima, drveni čepovi pougljene i na kraju se izbuše. Vrijeme trajanja jednog poda iznosi oko 40 topljenja, donjeg dijela obloge konvertera 200, gornjeg oko 400 topljenja.
Prije ulijevanja tekućeg sirovog željeza u konverter, u vodoravnom položaju konvertera, žlijebom se zaspe paljeno vapno (150 kg na tonu tekućeg željeza), konverter se zatim nešto dublje nagne i u njega se nalije tekuće sirovo željezo. Zatim se uključi zrak pod tlakom, nešto preko 2 atm, te se konverter ispravi. Trenutak u kojem se dodaje stari čelik za reguliranje temperature, ovisi o vrsti starog čelika i drugih dodataka, kao što ukupno trajanje propuhavanja zrakom ovisi o broju i količini dodataka. Završno propuhavanje zrakom se procjenjuje na osnovu uzimanja uzorka iz konvertera. Slično je i kod Bessemerovog postupka, ali se zbog manje količine silicija javlja nešto ranije. Dopunsko propuhavanje je nešto duže nego kod Bessemerovog postupka, radi otfosforavanja, i traje 3 do 5 minuta, u okviru 10 do 16 minuta ukupnog trajanja postupka. Po završetku propuhavanja, iz konvertera se prvo pažljivo izlije najveći dio troske, zatim se dodaje feromangan u predgrijanim komadima, a ostala troska se veže vapnom pri ušću konvertera i, konačno, čelik se izlije u spremnik ispod konvertera.

### Kemijske reakcije u Thomasovom konverteru
Kod Thomasovog postupka proizvodnje čelika (oko 0,11% C, trag Si, 0,44% Mn, 0,03% P, 0,054% S) moraju se sadržaji skoro svih kemijskih elemenata iz sirovog željeza (3,7% C, 1,25% Si, 0,4% Mn, 0,2% P, 0,6% S) smanjiti na male vrijednosti. Zbog upuhavanja zraka u talinu, ugljik prelazi u ugljikov monoksid i kao plin izlazi iz taline. Istovremeno s ugljikovim monoksidom, iz taline izlaze kao plin vodik i dušik, koji su vrlo nepovoljni za čelik. Izgaranje mangana u talini nije poželjno, pa se na kraju postupka dodaje feromangan da bi se nadoknadila količina mangana.
Za vrijeme upuhavanja zraka u talinu i oksidacije, najvažniju ulogu igra željezov oksid FeO, koji posreduje u prijenosu kisika iz plinovite atmosfere u talinu metala. Kada se dostigne željeni stupanj oksidacije ugljika i silicija, talina je u izvjesnoj mjeri preoksidirana, tako da je vrlo važno višak FeO ukloniti iz čelika, postupkom dezoksidacije. Čelik s viškom FeO bi se već pri lijevanju u kokile propinjao, a pod valjcima ili pod čekićem bi se raspadao.
Čelik se dezoksidira (umiruje) u dva stupnja. U prvom stupnju FeO se reducira s feromanganom:
FeO + Mn => MnO + Fe
Proizvod redukcije MnO je gotovo nerastvorljiv u čeliku, on isplivava iz taline, a ako i ostane u čeliku, manje je štetan od FeO, koji je rastvorljiv u čeliku. Iz gornjeg prvog stupnja ipak ostane nešto FeO. Od uklanjanja zaostalog FeO ovisi na kraju da li će čelik biti umiren ili neumiren. Zbog toga se koriste jaki dezoksidanti kao što su Al i Si (npr. ferosilicij):
3 FeO + 2 Al => Al2O3 + 3 Fe;
2 FeO + Si => SiO2 + 2 Fe
Novostvoreni oksidi (Al2O3 i SiO2) će uglavnom isplivati kao troska.
Dok kod Bessemerovog postupka gotovo ne dolazi do kemijske reakcije između troske i metala, kod Thomasovog postupka ova je reakcija burna zbog otfosforavanja i djelomičnog odsumporavanja metala. Kemijske reakcije otfosforavanje i odsumporavanje čelika u Thomasovom konverteru ostvaruju se uz pomoć vapna. Fosfor se najprije oksidira u anhidrid fosforne kiselina:
2 P + 5/2 O2 => P2O5
koji prelazi u trosku i u njoj reagira s vapnom, stvarajući kalcijev fosfat:
P2O5 + 4 CaO => 4 CaO • P2O5
Odsumporavanje se ostvaruje reakcijom prijalaza FeS iz metala u trosku:
[FeS] => (FeS)
U kojoj reagira s vapnom stvarajući kalcijev sulfid:
FeS + CaO => CaS + FeO
Dok je za otfosforavanje povoljna visoka koncentracija FeO u troski i kisika u metalu, za odsumporavanje je naprotiv poželjna niska koncentracija FeO i kisika u metalu. Time se i objašnjava što je u pravilu odsumporavanje metala u Thomasovom konverteru samo djelomično, a jače je jedino u prisustvu troske s visokim sadržajem vapna. Osim toga glavnina fosfora je uklonjena tek kad je uklonjen i ugljik. Na visokim temperaturama potkraj propuhavanja postoji mogućnost nepoželjnog povratka mangana iz troske u metal, ali s njim skupa i fosfora. Zbog toga je zbog opasnosti povratka fosfora iz troske, a i ograničenog sadržaja dušika u čeliku, vrlo važna kontrola temperature u Thomasovom postupku (a i u Bessemerovom postupku).